# Oecetis ichtadevata
Oecetis ichtadevata är en nattsländeart som beskrevs av Schmid 1995. Oecetis ichtadevata ingår i släktet Oecetis och familjen långhornssländor. Inga underarter finns listade i Catalogue of Life.